# Абраксас

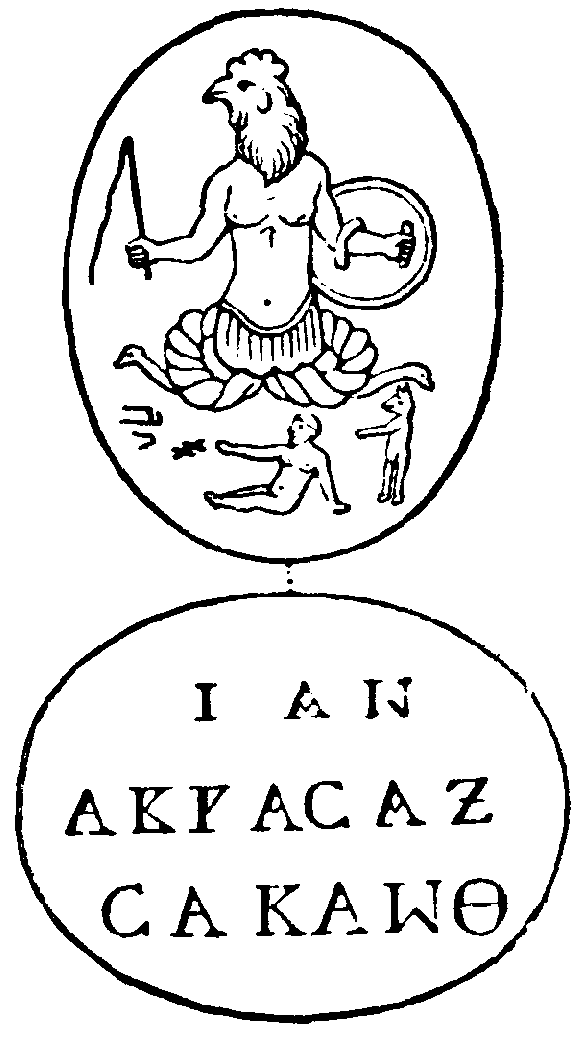
Абраксас

Абраксас или (более ранняя форма) Абрасакс (греч. Ἀβρασάξ) — гностическое космологическое божество, высший бог или совокупность мировых духов по гностическому учению последователей Басилида.
На резных камнях (абраксовые геммы) II и последующих столетий до нашей эры абраксас изображался в виде египетских зооморфных божеств, иногда мифических существ с человеческим туловищем и руками, петушиной головой и двумя змеями вместо ног. Абраксовые геммы носили в качестве амулетов.
Абраксас — верховный глава Небес и Эонов, олицетворяющий единство Мирового Времени и Пространства. В системе Василида имя Абраксас имеет мистический смысл, поскольку сумма числовых значений семи греческих букв этого слова даёт 365 — число дней в году.
Α = 1, Β = 2, Ρ = 100, Α = 1, Σ = 200, Α = 1, Ξ = 60
Мистическая фигура всячески видоизменялась и заменялась различными изображениями, языческими и др., уже ничего общего с гностицизмом не имеющими. Ср. Bellermann «Ueber die Gemmen der Alten mit dem Abraxasbilde» (Berlin, 1817—19); Barzilai «Gli Adraxas» (Триест, 1873).

## В культуре
- В балете немецкого композитора Вернера фон Эгка по мотивам мифа об Абраксасе темы Абраксаса и Фауста переплетаются[4].
- Альбом Lemuria (2004) шведской группы Therion, песня «Abraxas».
- В мультсериале Полуночные проповеди во второй серии первого сезона главный герой во время очередного путешествия перевоплощается в аватаре Абраксаса.
- В Амстердаме (Нидерланды) находится кофешоп с названием Abraxas, интерьер которого выполнен в стиле древних сказаний о лесных жителях, с элементами мистики и магии.
- В романе Германа Гессе «Демиан», заглавный герой, воодушевлённый легендой об Абраксасе, углубляется в тёмные верования и поклонения этому божеству.
- Альбом Abraxas группы Santana.
- В мультсериале «Время приключений» Саймон Петриков открывает книгу, на соседних страницах которой фигурируют ГОЛБ (объект изучения Саймона) и существо похожее на Абраксаса (в книге назван Malus)
- В телевизионной адаптации серии «Основание» Айзека Азимова гипотеза Абраксаса — это название математического доказательства, которое Гаал Дорник решает с помощью Девятого доказательства свёртывания Калле.
- Альбом Двери! Двери! (2005) российской группы Оргия Праведников, песня «Абраксас». Лирический герой проводит мистический эксперимент со своим двойником из зазеркалья.
- Имя Abraxas носит дед Драко Малфоя, персонажа из цикла романов «Гарри Поттер» Дж. Роулинг.
- Абрасакс — династия космических злодеев в фильме Восхождение Юпитер
- Абраксас — один из финальных боссов игры Cruelty Squad
- Абраксас - название одного из заведений из Lp. Голос Времени  . На самой вывеске мы могли заметить самого божества
- В 1983 году Рикардо Бофилл спроектировал для Парижа жилой комплекс «Пространства Абраксаса»[англ.], который «снимался» в ряде фильмов и клипов, в том числе в «Бразилии» Терри Гиллиама, Голодные игры
- Песня ABRAXAS исполнителя Sabbat Cult из альбома August Underground
- В фильме 2023 года «Полночь с дьяволом» одна из героинь, девочка Лилли была единственной выжившей после массового самоубийства членов поклонявшихся Абраксасу сатанинской секты.